# Poltergeist (serie televisiva)
Poltergeist (Poltergeist: The Legacy) è una serie televisiva horror canadese-statunitense creata da Richard Barton Lewis e trasmessa per 4 stagioni (1996-1999), per un totale di 88 episodi di un'ora ciascuno.

## Trama
Narra le vicende di una società segreta, The Legacy, i cui membri cercano di proteggere l'umanità da pericoli occulti di varia natura.
La società è stata fondata nel Medioevo in Inghilterra e la base principale risiede tuttora là, sebbene diverse "case" si siano diffuse nei quattro angoli del globo: in ogni casa vi è un capo, chiamato il Precettore.
Sebbene porti il nome Poltergeist, la serie non è direttamente riconducibile alla famosa trilogia degli anni ottanta, iniziata con Poltergeist - Demoniache presenze (1982).

## Episodi
| Stagione         | Episodi | Prima TV originale | Prima TV Italia |
| ---------------- | ------- | ------------------ | --------------- |
| Prima stagione   | 21      | 1996               | 1998            |
| Seconda stagione | 22      | 1997               |                 |
| Terza stagione   | 22      | 1998               |                 |
| Quarta stagione  | 22      | 1999               |                 |